# Jerina Branković
Jerina Branković (en serbio: Јерина Бранковић) o Irina (en serbio: Ирина), fue una noble serbia y esposa de Juan Castriota II. Era la tercera hija de Lazar Branković y Helena Paleólogo.

## Familia
Jerina tenía dos hermanas, María de Serbia, esposa del rey Esteban Tomašević de Bosnia, y Milica, esposa de Leonardo III Tocco de Epiro.
Jerina se casó con Juan Castriota II, el único hijo de Skanderbeg, y tuvo la siguiente descendencia:
- Constantino (1477-1500), obispo de Isernia.
- Fernando Castriota (fallecido en 1561), duque de San Pietro in Galatina.[3]
- María (fallecida en 1569).[3]